# Воля-Вонкопна
Воля-Вонкопна (пол. Wola Wąkopna) — село в Польщі, у гміні Ракув Келецького повіту Свентокшиського воєводства.
Населення — 112 осіб (2011).
У 1975-1998 роках село належало до Келецького воєводства.

## Демографія
Демографічна структура на день 31 березня 2011 року:
|          | Загалом | Допрацездатний вік | Працездатний вік | Постпрацездатний вік |
| -------- | ------- | ------------------ | ---------------- | -------------------- |
| Чоловіки | 61      | 6                  | 45               | 10                   |
| Жінки    | 51      | 9                  | 27               | 15                   |
| Разом    | 112     | 15                 | 72               | 25                   |